# Sárvár (Ecsed)
Sárvár középkori vár és falu (fluuium zomus ad illum locum qui nunc dicitur saruuar) volt a mai Nagyecsedtől mintegy három kilométerre levő dombon, az egykori Ecsedi-láp délnyugati végében. A domb a láp egy szigetét alkotta. A vár a 14. században elpusztult, amikor a Báthoriak a láp egy másik szigetén helyette felépítették az Ecsedi várat. Sárvár a Szent Péter tiszteletére emelt egykori monostoráról a Sárvármonostora nevet is viselte. A hajdani vár és a köré települt város emlékét ma a Sárvár-halom határrésznév őrzi Nagyecsed és Tiborszállás határában. A várhoz tartozó monostor maradványainak jelentős részét az 1906. és az 1975-77. évi ásatások tárták fel.

## Nevének eredete
Sárvár neve a sár és a vár szavak összetételével alkotott magyar helynév. A név jelentése: „földvár”, illetve a „sár”, azaz az „Ecsedi-láp vára”. A név alapján feltételezhető, hogy a várat a honfoglaló magyarok építették. Erre következtethetünk Anonymus erről szóló történetéből is.

## Története
A későbbi Ecsed (a mai Nagyecsed) határában, az Ecsedi-láp szigetein felépült Sárvárról már Anonymus is megemlékezett Gesta Hungarorumában: 
A honfoglalás idején Tas vezér „vonult a Szamos folyó felé arra a helyre, amelyet most Sárvárnak mondanak. Ott a lápok alatt Tas, Lél apja sok népet gyűjtött össze; vele aztán nagy árkot ásatott s igen  erős földvárat építtetett, amelyet először Tas várának neveztek, most meg Sárvárnak hívnak.”
Sárvár eredetileg a királyi vármegyéhez tartozott, és bizonyosra vehető, hogy a mellette fekvő település: Váralja falumagvát is az ispánság szolganépei alkották. 
A várról és faluról a későbbiekben 1217-ből van adat az oklevelekben, amikor már a Gutkeled nemzetség Szent Péter tiszteletére emelt monostorának birtokaként említik. A monostor az erdélyi püspökség felügyelete alá tartozott.
1241-ben a tatárok a monostort feldúlták.
A monostor kegyurai, a Gutkeledek az újjáépítéshez szükséges anyagaikat a monostorhoz tartozó Bács megyei Futak eladásából biztosították.
1335-ben Keleti Detre fia Mátyás az őt illető kegyúri jogokat a rokon Báthori Bereck és Lőkös fiaira ruházta át.
A nemzetségi monostor jelentőségét a 14. század táján vesztette el. Ekkor néptelenedett el a mellette fekvő falu is, a század közepén hallunk utoljára jobbágytelkeiről.
Később a terjedő Ecsedi-láp nyelte el romjait, és abból már csak a vár falai emelkedtek ki az 1794. évi nagy szárazság után.
Az 1965-67. évi ásatások anyagát, a sárvári vár és monostor régészeti kutatásainak eredményét a Nagyecsed történetét feldolgozó Berey Józsefről elnevezett – 1988-ban megnyílt – Helytörténeti Múzeumban lehet megtekinteni. A Nagyecsed hajdani fénykorát idéző emlékek kötött megtalálhatók a vár egykori köveinek faragott, díszített maradványai, ékszerek, műtárgyak, a Báthori-család életének írásos dokumentumai is.